# Anxiang
Anxiang (chinesisch 安乡县, Pinyin Ānxiāng Xiàn) ist ein Kreis der bezirksfreien Stadt Changde im Norden der chinesischen Provinz Hunan. Er hat eine Fläche von 1.086,8 Quadratkilometern und zählt 427.412 Einwohner (Stand: 2020).
Auf dem Gebiet von Anxiang liegt eine Stätte der neolithischen Tangjiagang-Kultur.

## Administrative Gliederung
Auf Gemeindeebene setzt sich der Kreis aus acht Großgemeinden und zwölf Gemeinden zusammen. 